# 나지 보스탄즈

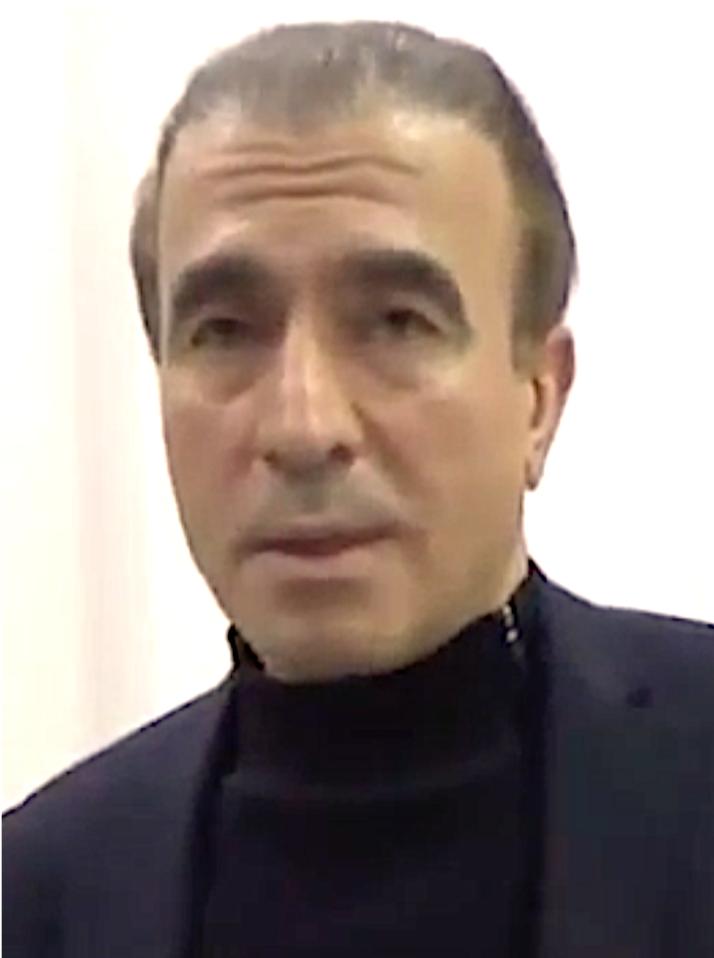
나지 보스탄즈

메흐메트 나지 보스탄즈(튀르키예어: Mehmet Naci Bostancı, 1957년 8월 2일 ~ )는 튀르키예의 교수, 정치인으로 2015년 짧은 기간 동안 샤파크 파베이, 코라이 아이든, 유르두세브 외즈쇠크멘레르와 함께 국회부의장을 역임했다. 일전에는 정의개발당 원내대표 5인 중 하나였으며, 2011년 6월 12일 이래 아마시아 선거구의 국회의원이다.

## 어린 시절
1957년 8월 2일 아마시아에서 태어났으며, 1980년 앙카라 대학교에서 정치학을 전공했다. 이외에도 이스탄불 대학교에서 사회학 박사 및 석사 학위를 취득했다. 잡지 《튀르키예 귄뤼위》(Türkiye Günlüğü), 《비리킴》(Birikim)의 칼럼니스트로 활동했으며, 신문 《자만》에서도 활동한 바 있다.

### 교수 경력
르자 아이한 가지 대학교 총장의 수석고문이었으며, 1998년부터 2004년까지 통신학부 홍보발표과 학과장을 지냈다. 2009년 3월 11일 통신학과장이 되었지만, 2011년 3월 10일 차기 총선 출마를 위해 사임했다.

## 정치 경력
모국당(ANAP) 전 대표 메수트 이을마즈의 정치고문으로 활동한 바 있으며, 1989년부터 1991년까지 문화관광부 차관을 지냈다. 후에 튀르키예-키르기스스탄 원내친선모임의 대표 및 사무총장을 지냈으며, 튀르키예-아일랜드 원내친선모임의 일원으로도 활동했다. 2014년 1월 8일 국회 국가교육문화청년체육위원회 위원장이 되었으며, 8월 말 아흐메트 다부톨루 내각의 관세무역부 장관으로 임명되어 사퇴한 누레틴 자니클리의 뒤를 이어 사실상의 만장일치(263/265; 2개의 무효표)로 정의개발당 원내대표에 당선되었다.
2015 6월 총선에서 아마시아 지역구의 국회의원으로 당선되었으며, 7월 9일 정의개발당 몫 국회부의장으로 선출되었다.